# Cherry Beach
Cherry Beach är en strand i Kanada.   Den ligger i Toronto i provinsen Ontario, i den sydöstra delen av landet, 400 km sydväst om huvudstaden Ottawa.